# قيلة الفم المخاطية
قيلة الفم المخاطية وتسمى أيضًا كيسة احتباس المخاطوالكيسة المخاطية لمخاطية الفم  (بالإنجليزية:Oral mucocele) هي مصطلح طبي يرجع إلى ظاهرتين مترابتطين:
* ظاهرة تسرب المخاط.
- كيسة احتباس المخاط.

في السابقة هي تورم الأنسجة الضامة يتكون من تجمع السائل الذي يطلق عليه ميوسين (mucin). يحدث هذا بسبب تمزق قناة الغدة اللعابية عادة بسبب رضح موضعي، في حالة ظاهرة تسرب المخاط وانسداد أو تمزق القناة اللعابية (القناة النكفية). في حالة كيسة احتباس المخاط قيلة الفم المخاطلية يكون لونها أزرق شفاف، ووجودها شائع أكثر لدى الأطفال والبالغين الصغار.
بالرغم من أن مصطلح كيسة وهو غالبًا يستخدم في الإشارة لهذه الآفات، القيلة المخاطية لا تكون بالضرورة كيسة لأنه لا توجد بطانة نسيج طلائي. لذا من الرقيق أكثر تصنيفها كسليلة.

## وصلات خارجية
- Mucocele on Dermatlas
- Mucocele surgical removal
- Mucocele images نسخة محفوظة 27 سبتمبر 2007 على موقع واي باك مشين.